# Chytomo

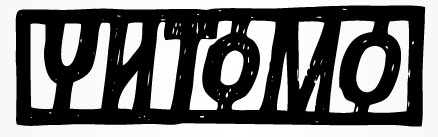
Logo Chytomo

Chytomo ist ein ukrainisches Buchmedien-Portal, das Nachrichten, Rezensionen, Reportagen, Analysen und Daten zu Büchern, Autoren, Buchveranstaltungen, Verlagen, Buchkunst, Bibliotheken, Veranstaltungshinweise usw. bietet.

## Geschichte
Im Jahr 2009 im Rahmen einer Bachelor-Arbeit von den beiden Absolventinnen des Kiewer Instituts für Journalismus – Sektion Verlags- und Redaktionswesen – Oksana Hmeljowska und Iryna Baturewytsch entwickelt, spielt die Medienseite und ihr Team eine wichtige Rolle in der Förderung des Lesens sowie der Analyse und Förderung der Verlagskultur. Der Name Chytomo bezieht sich auf einen von Oksana Sabuschko in einem Essay entwickelten Neologismus und meint „lesbar“. Die beiden Gründerinnen erstellten mehrfach im Rahmen der neu gegründeten Kiewer Buchmesse, dem Kiewer Buch-Arsenal Programme zur Förderung von Kleinverlagen und zur Vorstellung von Novitäten. Auf der Webseite, die zunächst eher ein Blog war, wurden verschiedene Rubriken entwickelt. Hmeljowska leitete von 2016 bis 2019 als Festival-Koordinatorin das Kiewer Bucharsenal, Baturewytsch wirkt seit 2019 als Leiterin des Sektors Analytik des Ukrainischen Buch-Instituts. Hierin zeigt sich, wie die staatlichen Kulturinstitutionen von unten her entstanden und ihre Impulse und Energie beziehen bzw. wie einzelne Akteure aus dem Kultursektor gesellschaftliche und politische Verantwortung übernehmen.
2018 führte Chytomo, unterstützt von der Ukrainischen Kulturstiftung, eine große soziologische Studie durch, „Ukrainian Reading and Publishing Data“, deren Ergebnisse auf Ukrainisch, Englisch und Deutsch online veröffentlicht wurden. Ergänzt wird die federführende Arbeit von Chytomo durch ähnliche wichtige ukrainische Buchmedien-Portale wie Bukvoid, Litakcent und Litcentr, die ebenso wie Chytomo lange Zeit idealistische Volontärprojekte waren. Ihrer aller Wirken wollen künftig die Ressourcen-Seiten des Web-Auftritts des Ukrainischen Buch-Instituts aufnehmen, insbesondere analytische Studien und beispielsweise die Übersichten über die Übersetzer. In der Ukraine spielen Online-Buchmedienseiten eine herausragende Rolle, da ukrainische Tages- und Wochenzeitungen nur ein sehr kleines Lesepublikum erreichen und hinsichtlich der Wahrnehmung von Politik und Kultur daher unbedeutend sind.

## Tätigkeit
Seit dem Bestehen hat Chytomo an ukrainischen und internationalen Buchmessen und Literaturveranstaltungen teilgenommen und zahlreiche Projekte realisiert oder unterstützt, wobei sie auch Kooperationen mit dem Goethe-Institut und anderen großen europäischen Kulturinstitutionen oder auch ukrainischen Partnern eingegangen sind. Die großen Projekte von Chytomo sind:
- 2010: Sturmabteilung Gutenbergs (Festival junger Verleger und Redakteure in Kiew)
- 2015: Programme Kleinverlage (Mali.ua) und Novitäten-Vitrine auf dem Buch-Arsenal
- 2014: Gründung des Buchpreises Rating Krytyka (Mitgründer).
- 2018: Durchführung der soziologischen ukrainischen Lese- und Verlagsstudie
- 2020: Unterstützung ukrainischer Kleinverlage in der Corona-Krise durch die Initiative #kaufediekleinen (#купуйумалих)
- 2023: Chytomo award for outstanding achievments in publishing, gemeinsam mit dem Börsenverein des Deutschen Buchhandels und der Frankfurter Buchmesse[5]

## Team
Zum Team von Chytomo zählen außer den beiden Gründerinnen unter anderem die Übersetzerin Ganna Gnedkova, die Dichterin und Designerin Oksana Hadschij, der Senzow-Biograph Oleksandr Mymruk.